# Audie Murphy

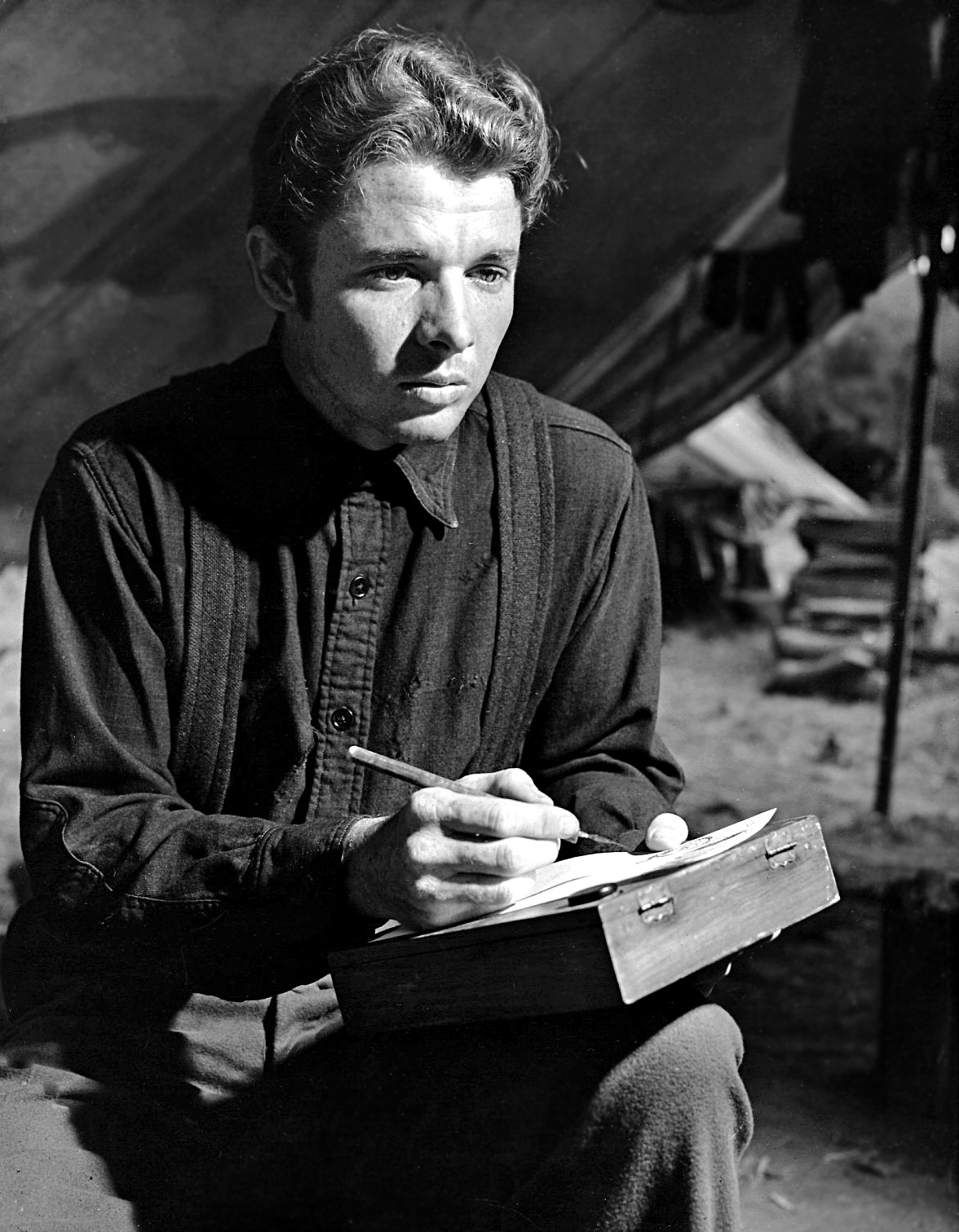
Ve filmu The Red Badge of Courage

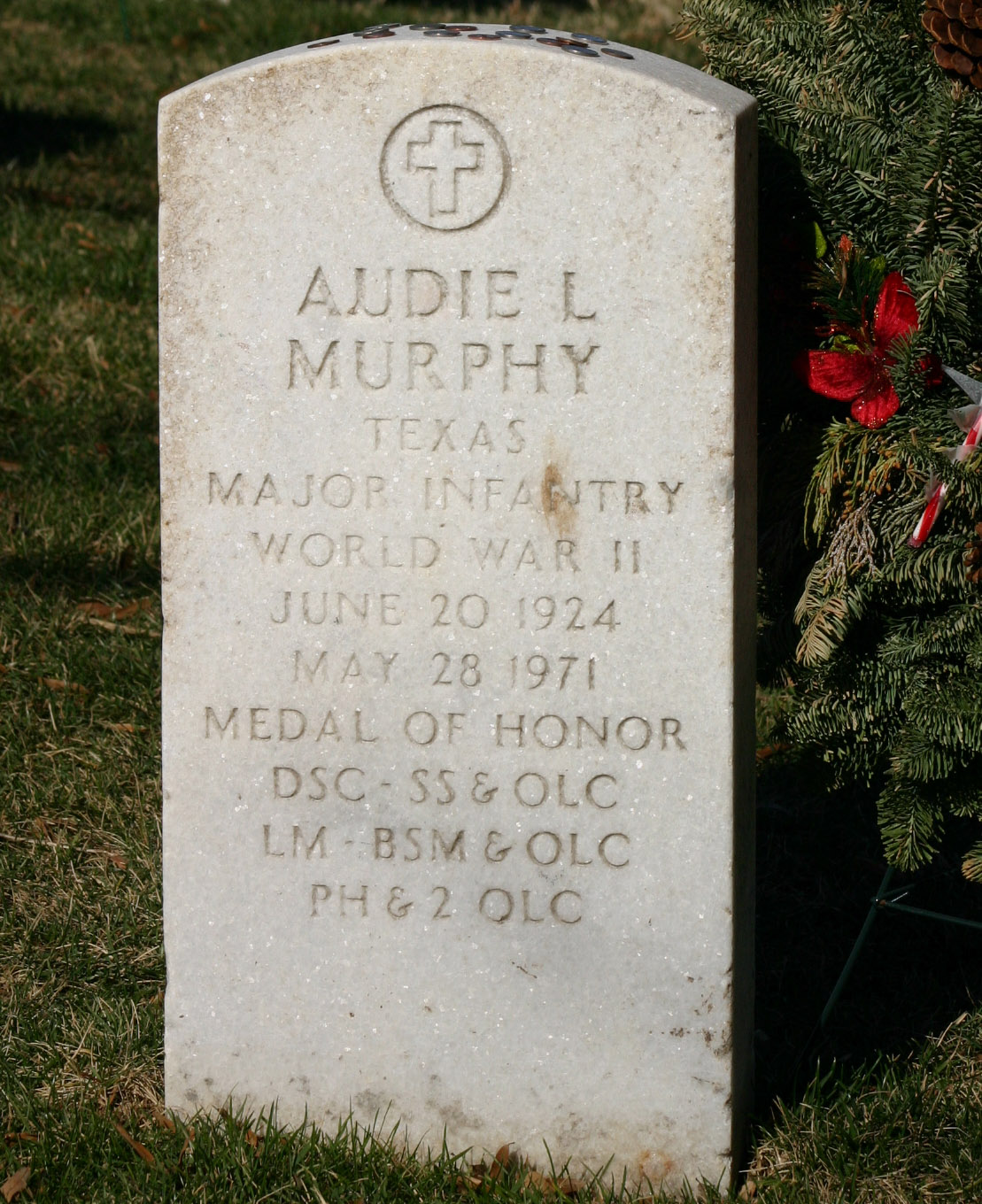
Murphyho hrob

Audie Leon Murphy (20. června 1925 Kingstone, Texas – 28. května 1971 poblíž Roanoke, Virginie) byl americký voják, herec a hudební skladatel.
Během druhé světové války se stal nejvíce vyznamenávaným vojákem americké armády. Když byl jako takový zobrazen 16. června 1945 na titulní straně obrazového týdeníku Life, stal se okamžitě celonárodní celebritou. Toho využil Hollywood a během následujících dvaceti let mu nabídl roli ve 44 filmech, často westernech. Jeho knižní autobiografie z roku 1949 nazvaná To Hell and Back se stala bestsellerem (zfilmována byla roku 1955). Svou slávu se pokusil i využít i v oblasti country hudby, napsal řadu písní, jejichž interprety byli Dean Martin, Porter Wagoner, Charley Pride a mnozí další.
Dne 28. května 1971 ve 12:08 zemřel při letecké havárii letounu Aero Commander 680E (N601JJ). Stroj v dešti a mlze narazil do hory Brush Mountain (931 m), nacházející se asi 26 km západně od Roanoke ve Virginii. Nejbližším sídlem je Catawba. Místo nárazu bylo asi 122 metrů pod vrcholem. Na palubě zemřelo celkem šest osob: pilot Herman Levelle Butler, cestující Claude Crosby, Kim Dodey, Jack Littleton, Audie Murphy a Raymond Prater. Dle svědků se letoun pohyboval velmi nízko a dokonce se pokusil o přistání na silnici. V době nehody měl pilot nalétáno přes 8000 hodin, avšak pouze šest na typu Aero Commander.
Pohřben je na Arlingtonském národním hřbitově.

## Filmografie
- Texas, Brooklyn and Heaven (1948)
- Beyond Glory (1948)
- Bad Boy (1949)
- The Kid from Texas (1950)
- Sierra (1950)
- Kansas Raiders (1950)
- The Red Badge of Courage (1951)
- The Cimarron Kid (1952)
- The Duel at Silver Creek (1952)
- Gunsmoke (1953)
- Column South (1953)
- Tumbleweed (1953)
- Ride Clear of Diablo (1954)
- Drums Across the River (1954)
- Destry (1954)
- To Hell and Back (1955)
- World in My Corner (1956)
- Walk the Proud Land (1956)
- Joe Butterfly (1957)
- The Guns of Fort Petticoat (1957)
- Night Passage (1957)
- The Quiet American (1958)
- Ride a Crooked Trail (1958)
- The Gun Runners (1958)
- No Name on the Bullet (1959)
- The Wild and the Innocent (1959)
- Cast a Long Shadow (1959)
- The Unforgiven (1960)
- Hell Bent for Leather (1960)
- Seven Ways from Sundown (1960)
- Posse from Hell (1961)
- Battle at Bloody Beach (1961)
- Six Black Horses (1962)
- Showdown (1963)
- Gunfight at Comanche Creek (1963)
- The Quick Gun (1964)
- Bullet for a Badman (1964)
- Apache Rifles (1964)
- Arizona Raiders (1965)
- Gunpoint (1966)
- The Texican (1966)
- Trunk to Cairo (1966)
- 40 Guns to Apache Pass (1967)
- A Time for Dying (1969)

## V populární kultuře
V roce 2014 vydala metalová kapela Sabaton album Heroes s písní To hell and back.